# Bambata

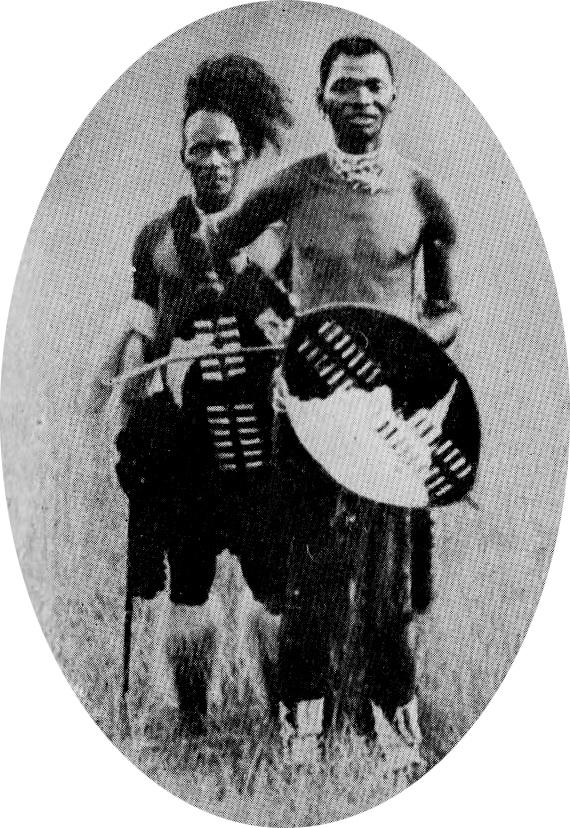
Bambata com um ajudante, por volta de 1906

Chefe Bambata, Bambatha kaMancinza (seu nome pode ainda ser grafado Bhambatha kaMancinza Zondi ou Bhambada) (aldeia de Mpanza, perto à vila de Greytown, Colónia de Natal, 1865 – 10 de junho de 1906) foi um líder tribal e precursor da resistência negra na África do Sul.

## Biografia e contexto histórico
Bambata era filho do Chefe Macinga, da tribo zulu de Zondi, e sua mãe era a principal esposa de seu pai, filha do Chefe Pakade da importante tribo zulu de Qunu.
Desde sua infância Bambata tornou-se famoso por suas habilidades no uso das zagaias e nos torneios tribais, recebendo o apelido de Magadu (palavra que significa algo como aquele que tem por modelo um cabrito)
Com a morte de seu pai, veio a sucedê-lo no trono, o mesmo ocorrendo quando tinha vinte e cinco anos de idade, sucedendo ao seu tio, vindo rapidamente a granjear popularidade entre seus súditos, bem como entre os anciãos integrantes do tradicional conselho.
Bambata recebeu uma multa de 500 libras por uma acusação de roubo de gado, que foi paga graças à contribuição de seu povo; também fez empréstimos pesados junto aos vizinhos brancos que, sendo deixados de pagar, fez com que por várias vezes tivesse de comparecer aos tribunais da província de Natal, onde recebeu muitas multas.
Em 1905 vários grupos adversários, junto a um grupo de brancos, tentaram junto ao governo de Natal pressionar por sua deposição - mas este mostrou-se relutante em tomar uma atitude tão drástica.

## Rebelião e morte controversa
Com a adoção do sistema de taxas, o governo suspeitou que Bambata estava tramando com outros chefes para a rejeição do pagamento dos impostos (Poll Tax, criado para reembolsar o estado, exaurido após a Guerra Anglo-Boer). Isto levou o magistrado J. W. Croos, de Greytown, a convocá-lo. Com receio de ser preso, o líder tribal não compareceu, enviando no seu lugar um dos anciãos. Neste mesmo tempo o Chefe Nhlonhlo rebelara-se abertamente contra os tributos, prometendo resistência caso o governo forçasse o pagamento. As tentativas de Bambata em conter a rebelião foram infrutíferas.
O governo de Natal estava determinado a reprimir com força a dissidência e, para tanto, mobilizou as tropas sob o comando do Major W. J. Clark, com o reforço de 170 homens da Polícia Montada, com ordens expressas de prender Bambata, a 11 de março de 1906. O Chefe então se refugiou na Zululândia, ao abrigo do Rei Dinuzulu, que o aconselhou voltasse para Mpanza. Quando o fez, Bambata soube que as autoridades brancas o haviam deposto e substituído pelo seu tio Magwabagwaba. Com isto, ele se escondeu na floresta de Nkandla, onde outros chefes e seus seguidores vieram a se juntar aos seus homens, iniciando então a rebelião, que veio a ser esmagada pelo governo branco em junho de 1906.
Espiões infiltrados pelo governo informaram que Bambata fora morto na mata. Contudo, muitos de seus seguidores leais sustentam que ele fugira para Moçambique, onde vivera até morrer de causas naturais na década de 1920; exames de DNA feitos com amostras do corpo apresentado pelo governo como sendo de Bambata mostraram-se inconclusivos.
Relatos da época, contudo, atestam que o líder havia sido realmente morto - além dos espiões infiltrados (um dos quais seu irmão, Satushukana) o haviam reconhecido. Além disto, a cabeça do líder fora decepada (segundo relatos dos militares em razão da dificuldade de transporte do corpo, já em decomposição) e a exibição da mesma teve por objetivo, além de comprovar sua identidade, desmitificar a crença entre os nativos de que Bambata era invulnerável.